# Епархия Порт-Пири
 Епархия Порт-Пири  (лат. Dioecesis Portus Piriensis) — епархия Римско-Католической церкви с центром в городе Порт-Пири, Австралия. Юрисдикция епархии Порт-Пири распространяется на южную часть Северной территории и на всю Южную Австралию, за исключением юго-востока. Епархия Порт-Пири входит в митрополию Аделаиды. Кафедральным собором епархии Порт-Пири является собор святого Марка.

## История
10 мая 1887 года Святой Престол учредил епархию Порт-Огасты, выделив её из епархии Аделаиды, которая в этот же день была возведена в ранг архиепархии.
7 июня 1951 года кафедра епархии была переведена из Порт-Огасты в город Порт-Пири и стала называться епархией Порт-Пири.

## Ординарии епархии
- епископ John O’Reilly (13.05.1887 — 5.01.1895) — назначен архиепископом Аделаиды;
- епископ James Maher (10.01.1896 — 20.12.1905);
- епископ John Henry Norton (18.01.1906 — 22.03.1923);
- епископ Andrew Killian (26.02.1924 — 11.07.1933) — назначен вспомогательным епископом архиепархии Аделаиды;
- епископ Норман Томас Гилрой (10.12.1934 — 1.07.1937) — назначен вспомогательным епископом архиепархии Сиднея;
- епископ Thomas Absolem McCabe (13.12.1938 — 15.11.1951) — назначен епископом Вуллонгонга;
- епископ Bryan Gallagher (13.05.1952 — 11.08.1980;
- епископ Francis Peter de Campo (11.08.1980 — 23.04.1998);
- епископ Daniel Eugene Hurley (27.11.1998 — 3.07.2007) — назначен епископом Дарвина;
- епископ Gregory O’Kelly SJ (15.04.2009 — 1.08.2020);
- епископ Karol Kulczycki SDS (1.08.2020 — по настоящее время).

## Источник
- Annuario Pontificio, Libreria Editrice Vaticana, Città del Vaticano, 2003, ISBN 88-209-7422-3